# Bent-Ove Pedersen
Bent-Ove Pedersen (ur. 11 lipca 1967 w Oslo) – norweski tenisista, reprezentant w Pucharze Davisa, olimpijczyk z Barcelony (1992).

## Kariera tenisowa
Karierę zawodową Pedersen rozpoczął w 1992 roku, a zakończył w 1995 roku.
Sukcesy odnosił przede wszystkim w grze podwójnej. W singlu uczestniczył w jednym turnieju wielkoszlemowym, na US Open 1993. Został wówczas pokonany w 1 rundzie przez Byrona Blacka.
W grze podwójnej Pedersen wygrał jeden turniej kategorii ATP World Tour i osiągnął jeden finał. W imprezach wielkoszlemowych w deblu najlepszym jego wynikiem jest awans do ćwierćfinału podczas US Open 1991. Tworzył wtedy parę z Mattem Luceną, a pojedynek o dalszą rundę przegrali z Johnem Fitzgeraldem i Andersem Järrydem.
W latach 1987–1999 reprezentował Norwegię w Pucharze Davisa. Zagrał łącznie w 35 meczach, z których w 21 zwyciężył.
W 1992 roku wystartował w igrzyskach olimpijskich Barcelonie, razem z Christianem Ruudem. Norweska para odpadła z rywalizacji w 1 rundzie po porażce z deblem Wayne Ferreira–Piet Norval, który zdobył potem srebrny medal.
W rankingu gry pojedynczej Pedersen najwyżej był na 366. miejscu (13 września 1993), a w klasyfikacji gry podwójnej na 78. pozycji (30 sierpnia 1993).

### Finały w turniejach ATP World Tour
| Nazwa                         |
| ----------------------------- |
| Wielki Szlem                  |
| Igrzyska olimpijskie          |
| ATP Tour World Championships  |
| ATP Masters Series            |
| ATP World Championship Series |
| ATP World Series              |

#### Gra podwójna (1–1)
| Końcowy wynik | Nr | Data                 | Turniej      | Nawierzchnia    | Partner       | Przeciwnicy                 | Wynik finału  |
| ------------- | -- | -------------------- | ------------ | --------------- | ------------- | --------------------------- | ------------- |
| Zwycięzca     | 1. | 18 października 1992 | Bolzano      | Dywanowa (hala) | Anders Järryd | Tom Nijssen Cyril Suk       | 6:1, 6:7, 6:3 |
| Finalista     | 1. | 10 stycznia 1993     | Kuala Lumpur | Twarda          | Henrik Holm   | Jacco Eltingh Paul Haarhuis | 5:7, 3:6      |